# Château de Sanvensa
Le château de Sanvensa est un château situé à Sanvensa, dans le département de l'Aveyron, en France.

## Historique
L'édifice est inscrit au titre des monuments historiques en 1967.